# Doppia sentenza (serie televisiva 1966)
Doppia sentenza (Softly Softly) è una serie televisiva britannica in 120 episodi trasmessi per la prima volta nel corso di 5 stagioni dal 1966 al 1969.
È uno spin-off della serie televisiva Z Cars (1962-1978, 799 episodi). Doppia sentenza ha avuto a sua volta prodotto due spin-off: Softly Softly: Task Force (1969-1976, 149 episodi) e Barlow at Large (1971-1975, 29 episodi).
È una serie del genere poliziesco incentrata sulle vicende di una squadra di detective del Criminal Investigation Department nella regione immaginaria inglese di Wyvern. I personaggi principali sono i detective Charles Barlow (interpretato da Stratford Johns) e il detective John Watt (interpretato da Frank Windsor). I due personaggi si ritroveranno ad indagare ancora insieme da protagonisti in altre due serie spin-off di breve durata: Jack the Ripper (1973, 6 episodi) e Second Verdict (1976, 6 episodi).

## Personaggi e interpreti
- Detective Charles Barlow, interpretato da Stratford Johns.
- Detective John Watt, interpretato da Frank Windsor.
- Detective Sergente Harry Hawkins, interpretato da Norman Bowler.
- Austin Gilbert, interpretato da John Barron.
- Detective Box, interpretato da Dan Meaden.
- Detective Reg Dwyer, interpretato da Gilbert Wynne.
- Bob Blackitt, interpretato da Robert Keegan.
- Detective Sergente Barbara Allin, interpretata da Peggy Sinclair.
- Detective Ispettore Jim Cook, interpretato da Philip Brack.
- Tanner, interpretato da David Quilter.
- Detective William Digby, interpretato da Gavin Campbell.
- William Calderwood, interpretato da John Welsh.
- Detective Ispettore Hawkins, interpretato da Norman Bowler.
- Detective Sergente Evans, interpretato da David Lloyd Meredith.
- PC Snow, interpretato da Terence Rigby.
- Cullen, interpretato da Walter Gotell.
- Nesbitt, interpretato da Grahame Mallard.
- Detective Donald, interpretata da Susan Tebbs.

## Produzione
La serie, ideata da Elwyn Jones, fu prodotta da British Broadcasting Corporation e girata nel Kent in Inghilterra.

### Registi
Tra i registi di Softly Softly sono accreditati:
- Leonard Lewis in 17 episodi (1966-1969)
- Brian Parker in 13 episodi (1966-1969)
- Tina Wakerell in 8 episodi (1966-1967)
- David Sullivan Proudfoot in 8 episodi (1967-1969)
- Paul Ciappessoni in 6 episodi (1967-1969)
- Terence Dudley in 6 episodi (1967-1968)
- Max Varnel in 5 episodi (1966)
- Peter Cregeen in 5 episodi (1968-1969)
- Philip Dudley in 4 episodi (1966-1967)
- Shaun Sutton in 4 episodi (1966)
- Ben Rea in 4 episodi (1968-1969)
- Malcolm Taylor in 4 episodi (1968-1969)
- Eric Hills in 3 episodi (1966-1967)
- Terence Williams in 3 episodi (1966)
- Michael Hart in 3 episodi (1967-1968)
- Bill Hays in 3 episodi (1967-1968)
- William Slater in 3 episodi (1968)
- Vere Lorrimer in 3 episodi (1969)
- Eric Price in 2 episodi (1966)
- Viktors Ritelis in 2 episodi (1967-1968)
- Henri Safran in 2 episodi (1967-1968)
- David Askey in 2 episodi (1967)
- Michael Ferguson in 2 episodi (1967)
- Michael Currer-Briggs in 2 episodi (1968)
- John Glenister in 2 episodi (1968)
- Martin Taylor in 2 episodi (1968)

Tra i registi di Softly Softly: Task Force sono accreditati:
- Frank Cox in 3 episodi (1972-1976)
- Philip Dudley in 2 episodi (1971)
- Lennie Mayne in 2 episodi (1973-1975)

## Distribuzione
La serie fu trasmessa nel Regno Unito dal 5 gennaio 1966 al 13 novembre 1969 sulla rete televisiva BBC One. In Italia è stata trasmessa con il titolo Doppia sentenza.

## Episodi
| Stagione         | Episodi | Prima TV UK |
| ---------------- | ------- | ----------- |
| Prima stagione   | 26      | 1966        |
| Seconda stagione | 31      | 1966-1967   |
| Terza stagione   | 26      | 1967-1968   |
| Quarta stagione  | 27      | 1968-1969   |
| Quinta stagione  | 10      | 1969        |